# Цитостом
Цитостом (лат. cytostom) или ћелијска уста су део ћелије појединих протиста (протозоа) специјализован за фагоцитозу (уношење хране). Облик цитостома је налик бразди, пукотини или левку на површини ћелије. Цитостом се састоји од дела ћелијске мембране, подупртог са унутрашње стране одговарајућим цитоскелетним структурама, микротубулама. Хранљиве материје које се захвате цитостомом бивају окружене мембраном, и путују дубље у цитоплазму у виду вакуола/фагозома.
Цитостом је карактеристика ћелија малог броја група протиста — налази се код трепљара (Ciliopora), Bicosoecida, као и појединих припадника групе Excavata.